# Vancouver Royals 1968
Questa pagina raccoglie i dati riguardanti i Vancouver Royals nelle competizioni ufficiali della stagione 1968.

## Stagione
La squadra, che accorciò il proprio nome in "Vancouver Royals", venne affidata al grande campione ispano-magiaro Ferenc Puskás. La prima edizione della NASL venne affrontata con una formazione cosmopolita. I Royals ottennero solo il quarto posto nella Pacific Division, non ottenendo l'accesso alla fase finale del torneo.
Al termine della stagione la franchigia di Vancouver terminò ogni attività.

## Organigramma societario
Area direttiva
- Presidente: George Fleharty

Area tecnica
- Allenatore: Ferenc Puskás

## Rosa
| N. |                        | Ruolo | Calciatore           |
| -- | ---------------------- | ----- | -------------------- |
| 1  | Cipro (bandiera)       | P     | Varnavas Hristofi    |
| 2  | Inghilterra (bandiera) | D     | Bobby Cram           |
| 3  | Paesi Bassi (bandiera) | D     | Gerrit Lagendijk     |
| 4  | Spagna (bandiera)      | C     | Antonio Collar       |
| 5  | Ungheria (bandiera)    | D     | Tamás Krivitz        |
| 6  | Inghilterra (bandiera) | D     | Peter Dinsdale       |
| 7  | Jugoslavia (bandiera)  | A     | Lajos Vicek          |
| 8  | Ungheria (bandiera)    | A     | János Hanek          |
| 9  | Inghilterra (bandiera) | C     | John Green           |
| 10 | Hong Kong (bandiera)   | A     | Cheung Chi Doy       |
| 11 | Grecia (bandiera)      | A     | Kyriakos Apostolidīs |
| 11 | Svezia (bandiera)      | A     | Leif Claesson        |
| 12 | Hong Kong (bandiera)   | A     | Cheung Chi Wai       |
| 13 | Jugoslavia (bandiera)  | C     | Mirko Casic          |
| 13 | Stati Uniti (bandiera) | C     | Atilla Sándor        |

| N.    |                           | Ruolo | Calciatore             |
| ----- | ------------------------- | ----- | ---------------------- |
| 14    | Inghilterra (bandiera)    | A     | Pat O'Connell          |
| 15    | Inghilterra (bandiera)    | D     | Henry Hill             |
| 16    | Ungheria (bandiera)       | D     | György Lipták          |
| 16/21 | Lussemburgo (bandiera)    | A     | Henri Klein            |
| 17    | Spagna (bandiera)         | A     | José Arranz            |
| 17    | Canada (bandiera)         | A     | Ike MacKay             |
| 18    | Spagna (bandiera)         | C     | Joaquin Rey            |
| 19    | Francia (bandiera)        | A     | Jean-Pierre Chaillat   |
| 20    | Stati Uniti (bandiera)    | P     | Gary DeLong            |
| 21    | Ungheria (bandiera)       | A     | Miklos Todor           |
| 22    | non conosciuta (bandiera) | A     | Escardo Ciriaco Mirini |
|       | Canada (bandiera)         | P     | Peter Greco            |
|       | Canada (bandiera)         | P     | Ken Pears              |
|       | Inghilterra (bandiera)    | A     | Reg Stratton           |

## Risultati
Ogni squadra disputava trentadue incontri.
| 7 aprile 1968 | Vancouver Royals | 4 – 1 | Toronto Falcons | Empire Stadium (5.620 spett.) |

| 10 aprile 1968 | Vancouver Royals | 2 – 1 | Baltimore Bays | Empire Stadium (3.123 spett.) |

| 14 aprile 1968 | Vancouver Royals | 3 – 1 | N.Y. Generals | Empire Stadium (6.342 spett.) |

| 16 aprile 1968 | St. Louis Stars | 2 – 1 | Vancouver Royals | Busch Memorial Stadium |

| 20 aprile 1968 | Detroit Cougars | 2 – 1 | Vancouver Royals | Tiger Stadium |

| 28 aprile 1968 | Vancouver Royals | 1 – 0 | Atlanta Chiefs | Empire Stadium (6.780 spett.) |

| 5 maggio 1968 | Vancouver Royals | 1 – 1 | Chicago Mustangs | Empire Stadium (5.780 spett.) |

| 8 maggio 1968 | San Diego Toros | 5 – 1 | Vancouver Royals | Balboa Stadium |

| 12 maggio 1968 | Vancouver Royals | 0 – 1 | Oakland Clippers | Empire Stadium (5.672 spett.) |

| 19 maggio 1968 | Vancouver Royals | 2 – 2 | K.C. Spurs | Empire Stadium (4.831 spett.) |

| 22 maggio 1968 | L.A. Wolves | 0 – 1 | Vancouver Royals | Rose Bowl |

| 2 giugno 1968 | K.C. Spurs | 2 – 1 | Vancouver Royals | Municipal Stadium |

| 5 giugno 1968 | St. Louis Stars | 0 – 0 | Vancouver Royals | Busch Memorial Stadium |

| 8 giugno 1968 | Vancouver Royals | 1 – 3 | San Diego Toros | Empire Stadium (5.118 spett.) |

| 15 giugno 1968 | Vancouver Royals | 2 – 2 | Oakland Clippers | Empire Stadium (6.027 spett.) |

| 22 giugno 1968 | Vancouver Royals | 1 – 3 | St. Louis Stars | Empire Stadium (7.352 spett.) |

| 26 giugno 1968 | Vancouver Royals | 2 – 0 | K.C. Spurs | Empire Stadium (4.100 spett.) |

| 29 giugno 1968 | Vancouver Royals | 1 – 0 | L.A. Wolves | Empire Stadium (5.583 spett.) |

| 4 luglio 1968 | Oakland Clippers | 4 – 0 | Vancouver Royals | Oakland-Alameda County Coliseum |

| 9 luglio 1968 | Vancouver Royals | 3 – 1 | Dallas Tornado | Empire Stadium (5.832 spett.) |

| 12 luglio 1968 | Boston Beacons | 3 – 2 | Vancouver Royals | Fenway Park |

| 17 luglio 1968 | Cleveland Stokers | 1 – 2 | Vancouver Royals | Cleveland Stadium |

| 19 luglio 1968 | Toronto Falcons | 4 – 3 | Vancouver Royals | Varsity Stadium |

| 27 luglio 1968 | Vancouver Royals | 1 – 2 | San Diego Toros | Empire Stadium (8.824 spett.) |

| 3 agosto 1968 | Vancouver Royals | 2 – 1 | Houston Stars | Empire Stadium (7.307 spett.) |

| 7 agosto 1968 | Oakland Clippers | 6 – 1 | Vancouver Royals | Oakland-Alameda County Coliseum |

| 10 agosto 1968 | Vancouver Royals | 4 – 1 | L.A. Wolves | Empire Stadium (10.866 spett.) |

| 15 agosto 1968 | Washington Whips | 5 – 3 | Vancouver Royals | D.C. Stadium |

| 19 agosto 1968 | San Diego Toros | 2 – 0 | Vancouver Royals | Balboa Stadium |

| 30 agosto 1968 | Dallas Tornado | 0 – 3 | Vancouver Royals | Cotton Bowl |

| 1 settembre 1968 | L.A. Wolves | 2 – 0 | Vancouver Royals | Rose Bowl |

| 7 settembre 1968 | Houston Stars | 2 – 2 | Vancouver Royals | Astrodome |

## Statistiche

### Statistiche di squadra
| Competizione | Punti | In casa | In casa | In casa | In casa | In casa | In casa | In casa | In trasferta | In trasferta | In trasferta | In trasferta | In trasferta | In trasferta | In trasferta | Totale | Totale | Totale | Totale | Totale | Totale | Totale |
| Competizione | Punti | G       | V       | N       | P       | Bg      | Gf      | Gs      | G            | V            | N            | P            | Bg           | Gf           | Gs           | G      | V      | N      | P      | Bg     | Gf     | Gs     |
| ------------ | ----- | ------- | ------- | ------- | ------- | ------- | ------- | ------- | ------------ | ------------ | ------------ | ------------ | ------------ | ------------ | ------------ | ------ | ------ | ------ | ------ | ------ | ------ | ------ |
| NASL         | 136   | 16      | 9       | 3       | 4       | 28      | 30      | 20      | 16           | 3            | 2            | 11           | 21           | 21           | 40           | 32     | 12     | 5      | 15     | 49     | 51     | 60     |